# Breddekreds
Breddekredsene er de linjer i det globale koordinatsystem, som forløber parallelt med ækvator. På en globus ses de som cirkler, der går rundt om jorden vinkelret på længdekredsene. Breddekredsene har samme indbyrdes afstand overalt, nemlig 111,12 km. Men til gengæld bliver de kortere i omkreds, jo nærmere man kommer på polerne. Den længste er ækvator, som har nummeret nul (dvs. den 0te breddekreds). Breddekredsene udtrykker stigende afstand fra ækvator med stigende gradtal. Breddekredse nord for ækvator benævnes "nordlig bredde", ligesom breddekredse syd for ækvator benævnes "sydlig bredde".
Danmark gennemskæres af tre breddekredse:
- Den 55. nordlige bredde, som forløber langs en linje mellem Als, Møn og Bornholm
- Den 56. nordlige bredde, som skærer landet mellem Hvide Sande og Liseleje
- Den 57. nordlige bredde, som krydser Jylland mellem Vandet Sø og Hals

## Specielle breddekredse
De specielle breddekredse er ækvator, vendekredsene, polarkredsene og polerne.
- Nordpolen på 90° nord
- Den nordlige polarkreds på 66° 33′ 44″ nord
- Den nordlige vendekreds på 23° 26′ 16″ nord
- Ækvator på 0°
- Den sydlige vendekreds på 23° 26′ 16″ syd
- Den sydlige polarkreds på 66° 33′ 44″ syd
- Sydpolen på 90° syd

### Ækvator
Jordens ækvator er den længste breddekreds, og den deler kloden i to halvdele, den nordlige og den sydlige halvkugle. Hvis Jorden var en perfekt kugle med radius = 6371,2 km, burde ækvator have en længde på 40.031 km, men da Jorden er en smule sammentrykt ved polerne, er den virkelige længde ca. 0,3% længere, sådan at ækvator måler ca. 40.077 km, mens længdekredsene måler 40.009 km.

### Vendekredsene
De såkaldte "vendekredse" ligger på 23° 27' nordlig, henholdsvis sydlig bredde. Mere populært er de kendt som Krebsens vendekreds og Stenbukkens vendekreds. Her står solen på den 21. juni (henholdsvis den 21. december) nøjagtigt i zenit ved middagstid.

### Polarkredsene
Tilsvarende er polarkredsene udtryk for den bredde (66° 33' nordlig, henholdsvis sydlig bredde), som afgrænser de egne, der kan få midnatssol om sommeren og polarnat om vinteren.

### Polerne
Jordens poler ligger præcist på den 90. nordlige, henholdsvis sydlige bredde. De danner de korteste breddekredse, da de kun er punktformede. I de samme punkter samles alle meridianerne. Som følge af polernes punktform, kan man kun kan se ét verdenshjørne fra dem: på nordpolen udelukkende sydlig retning, og på sydpolen udelukkende nordlig retning.